# Giuseppe Ravano
Giuseppe Ravano (* 5. Februar 1943 in Rapallo) ist ein ehemaliger italienischer Vielseitigkeitsreiter.

## Werdegang
Ravano nahm an den Olympischen Sommerspielen 1964 in Tokio teil und errang dort beim Vielseitigkeitsreiten im Mannschaftswettkampf die Goldmedaille. Im Einzel belegte er den 14. Platz. 1968 trat er erneut bei den Olympischen Spielen an und schied sowohl im Einzel als auch mit der Mannschaft vorzeitig aus.